# ジャン＝クロード・ダルシュビーユ
ジャン＝クロード・ダルシュビーユ（Jean-Claude Darcheville, 1975年7月25日 - ）は、フランス領ギアナ出身の元サッカー選手。ポジションはFW。

## 経歴
1995年、スタッド・レンヌでキャリアをスタートし、約3年を過ごした後イングランドへ渡る。ところが16試合2ゴールと振るわず、更には妻子を事故で亡くす悲劇に見舞われ、失意のうちに帰国。FCロリアンで再起を誓い、3シーズンで44ゴールを上げる。2002年チームの2部降格に伴いFCジロンダン・ボルドーに移籍。約5シーズンを過ごした後、32歳でスコティッシュ・プレミアリーグの名門レンジャーズFCに移籍。エースとしてチームを支えたダド・プルショの後釜として、1年半プレーした。2009年1月からヴァランシエンヌFCと半年契約を結び、フランスへ帰国している。
2012年、フランス領ギアナ代表に選出されてカリビアンカップ2012に出場した。

## タイトル
レンジャーズFC
- スコティッシュ・カップ : 2007-08
- スコティッシュリーグカップ : 2007-08

 FCジロンダン・ボルドー
- クープ・ドゥ・ラ・リーグ : 2006-07

 FCロリアン
- クープ・ドゥ・フランス : 2001-02